# 2008 TC3

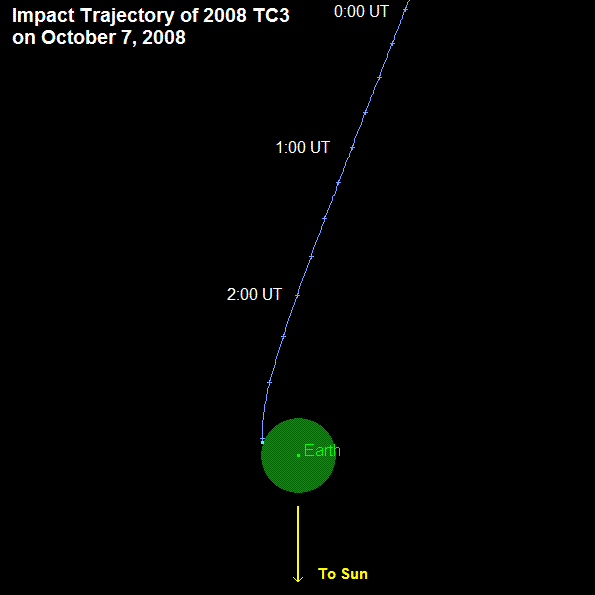
Die Bahn des Asteroiden in Erdnähe

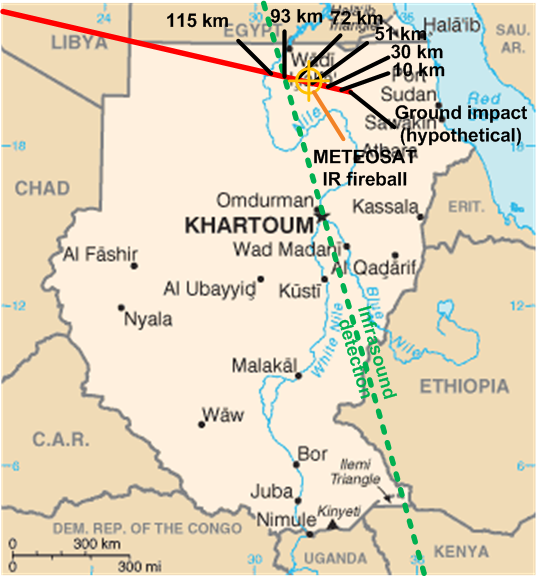
Errechnete Einschlagstelle

2008 TC3 (provisorische Bezeichnung der Entdecker: 8TA9D69) war der erste Asteroid, für den eine Kollision mit der Erde (Eintritt in die Atmosphäre) korrekt vorausberechnet wurde. Der Absturz erfolgte am 7. Oktober 2008 über der Nubischen Wüste. Monate später konnten Bruchstücke des Asteroiden (Meteoriten) im Absturzgebiet geborgen werden.

## Entdeckung, Beobachtungen und Vorhersage
Der sehr kleine Asteroid wurde am 6. Oktober 2008 nur gut 20 Stunden vor seinem Zusammenprall mit der Erde von Richard A. Kowalski entdeckt (Catalina Sky Survey), als er sich noch außerhalb der Mondbahn befand. Nach der ersten Meldung kam es zu einer Vielzahl an astronomischen Beobachtungen weltweit; diese waren bis zum Eintritt in den Erdschatten am 7. Oktober um 03:49 MESZ möglich. Aus den dabei festgestellten periodischen Helligkeitsschwankungen wurde geschlossen, dass 2008 TC3 außergewöhnlich schnell rotierte. Die taumelnden Drehungen um zwei Achsen zeigten Perioden von 99,173 und 96,988 Sekunden. Aus über 500 astrometrischen Messungen ließ sich der genaue Kollisionskurs berechnen. Die Bahndaten des etwa 4 m großen und 80 t schweren Asteroiden zeigten, dass er am 7. Oktober 2008 um 04:46 MESZ über dem Norden des Sudan, in der Nubischen Wüste östlich des Nil, abstürzen würde. Aufgrund der Bahngeometrie des Asteroiden errechnete sich der Eintritt in die Lufthülle der Erde mit einer geringen Relativgeschwindigkeit von 12,8 km/s. Der Eintrittswinkel, bezogen auf die Horizontale, wurde mit etwa 19° berechnet. Wegen der geringen Größe des Himmelskörpers waren auf der Erde keine bedeutenden Schäden zu erwarten.

## Absturz
Eine Infraschall-Messung aus Kenia bestätigte Eintrittsort und Detonation des Asteroiden mit einer geschätzten Energie von 1,1 bis 2,1 kT TNT. Die Explosion erfolgte in 37 km Höhe bei 20,8° nördl. Breite und 32,2° östl. Länge. Auch Satellitenbeobachtungen bestätigten den Eintritt in die Erdatmosphäre an der berechneten Stelle. Die Beobachtungen von Piloten eines Passagierflugzeuges der KLM aus 1400 km Entfernung und die Aufzeichnung einer Webcam in Ägypten aus 725 km Entfernung belegten ebenfalls den Eintritt des Asteroiden in die Atmosphäre. Das dabei festgestellte Flackern des Lichtes deutete auf eine Fragmentierung des Asteroiden in mehreren Phasen hin. Mindestens drei Augenzeugen in der Nähe der „Bahnstation Nummer sechs“ (arabisch المحطة ستة, DMG al-Maḥaṭṭa Sitta, englisch Station six) zwischen Wadi Halfa und Khartum sahen einen Meteor und hörten Minuten später die Explosionsgeräusche. Die am Himmel zurückgebliebenen Rauchspuren des Asteroiden wurden am Morgen von Augenzeugen aus Wadi Halfa gefilmt und fotografiert.

## Suche und Funde (Meteorit Almahata Sitta)

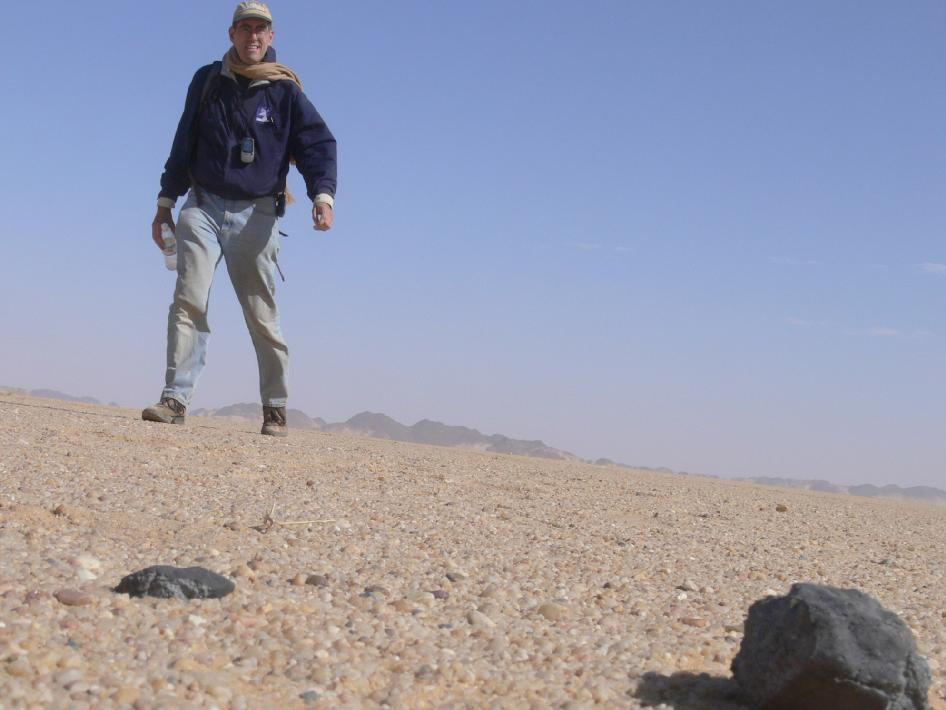
Peter Jenniskens mit Meteoriten in Fundsituation

Zunächst wurde angenommen, dass der Asteroid vollständig in der Atmosphäre verglüht sei. Peter Jenniskens, Wissenschaftler am SETI-Institut, und Muawia Shaddad von der Universität Khartum leiteten im Dezember 2008 eine Suchexpedition ins potenzielle Meteoritenfallgebiet. Am 6. Dezember 2008 konnten, nach systematischer Suche, mehrere Fragmente des Asteroiden gefunden werden. Die Analyse zeigte, dass er ein seltener, sehr schwarzer, kohlenstoffreicher Ureilit war, der wahrscheinlich zu den fragilen F-Klasse-Asteroiden gehörte. Die gefundenen Bruchstücke tragen jetzt die offizielle Bezeichnung Almahata Sitta nach der in der Nähe der Fundstellen liegenden Bahnstation. Bei der ersten Suche wurden über 280 Fragmente mit einem Gesamtgewicht von fast 4 kg geborgen, die auf einer etwa 30 km langen und bis zu 7 km breiten Fläche verstreut lagen. Neuere Fundstücke werden auch zum Verkauf angeboten. Ein kleines Bruchstück des Asteroiden erhielt Richard A. Kowalski, der Entdecker von 2008 TC3. Im Dezember 2009 wurde von der Universität Khartum ein Workshop und eine neue Expedition ins Absturzgebiet durchgeführt, zu der sich Interessierte aus aller Welt anmelden konnten. Bei der Expedition konnten 250 weitere, kleine Bruchstücke des Asteroiden gefunden werden. Bis Januar 2010 wurden über 600 Meteoriten mit einem Gesamtgewicht von 10,7 kg gefunden. Der überwiegende Anteil der Meteoriten hatte eine Masse zwischen 1 und 100 Gramm, wobei der größte 379 g wog. Besonders bemerkenswert ist die sehr unterschiedliche Zusammensetzung und Dichte der Meteoriten. So gehören 20 % bis 30 % der gefundenen Massen zu zwei verschiedenen Klassen der Enstatite und der Kohligen Chondrite. Es wird daher angenommen, dass der ursprüngliche Asteroid ein Konglomerat war, das aus verschiedenen Fraktionen bestand.

## Wissenschaftliche Untersuchungen
Wegen der bisher einmaligen Entdeckungs-, Beobachtungs- und Fundumstände ist 2008 TC3 von besonderem wissenschaftlichen Interesse. So wurde nachträglich ermittelt, dass der Asteroid wie ein Brotlaib geformt war und mit der flachen Seite voraus in die Lufthülle der Erde eintrat. Vermutlich wurde 2008 TC3 einst von einem größeren Objekt abgesprengt. Die Auswertung und ein Vergleich der Spektren sollten nun die Klassifizierung anderer Asteroiden im Weltraum erleichtern. In den Bruchstücken des Asteroiden wurden 18 verschiedene Aminosäuren identifiziert, was die Annahme unterstützt, dass die Zutaten für die Entstehung des Lebens aus Asteroiden stammen könnten. Ebenfalls wurden polyzyklische aromatische Kohlenwasserstoffe entdeckt, wobei noch nicht geklärt ist, wie diese komplexen organischen Verbindungen die hohen Temperaturen von 1300 °C überstehen konnten, denen der Asteroid vor Milliarden von Jahren ausgesetzt war. Im Jahr 2011 wurden Ergebnisse wissenschaftlicher Untersuchungen veröffentlicht, die zeigen, dass 2008 TC3 wahrscheinlich aus der Kollision von drei unterschiedlichen Asteroiden entstanden ist, wobei die Kollisionen relativ langsam (unter 0,5 km/s) abgelaufen sein müssen. Auf Grund der Zusammensetzung der Meteoriten im Vergleich zu Spektralanalysen und Bahndaten bekannter Asteroiden vermuten die Wissenschaftler den Ursprung in der Nysa-Polana-Asteroidenfamilie, die mit Asteroiden der Flora- und Massalia-Familien zusammengestoßen sind.

## Bedeutung für die Zukunft
Die Entdeckung von 2008 TC3 zeigt, dass es möglich ist, Asteroiden, die mit der Erde kollidieren, im All zu finden und dann Absturzort und -zeit genau vorauszuberechnen. Die korrekte Vorhersage von Asteroideneinschlägen ist wichtig, um rechtzeitig Abwehr- oder Evakuierungsmaßnahmen treffen zu können, falls der Einschlag eines großen Asteroiden droht. Für eine Abwehr sind jedoch weit längerfristige Vorhersagen notwendig (im Bereich von Jahren). Zu diesem Zweck gibt es verschiedene Beobachtungsprogramme wie Lincoln Near Earth Asteroid Research (LINEAR), die erdnahe Asteroiden katalogisieren und erforschen sollen. Mit Unterstützung der SETI-Forschung stellte Peter Jenniskens das „Next TC3 Consortium“ zusammen, welches sich zur Aufgabe gemacht hat, möglichst umfassende Informationen zu sammeln über bevorstehende und erfolgte Kollisionen mit Objekten aus dem All.